# Gruzełek cynobrowy

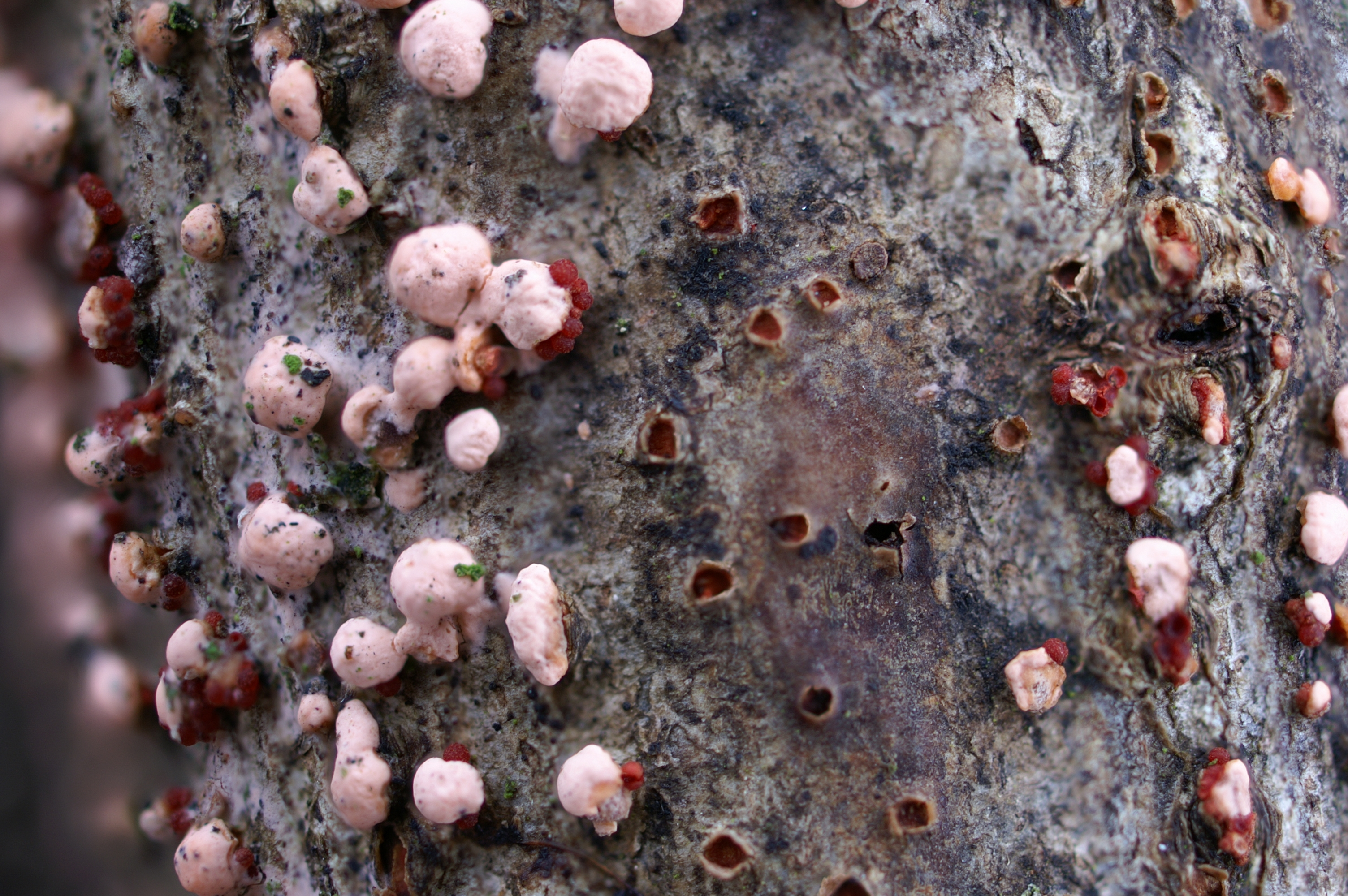
Sporodochia

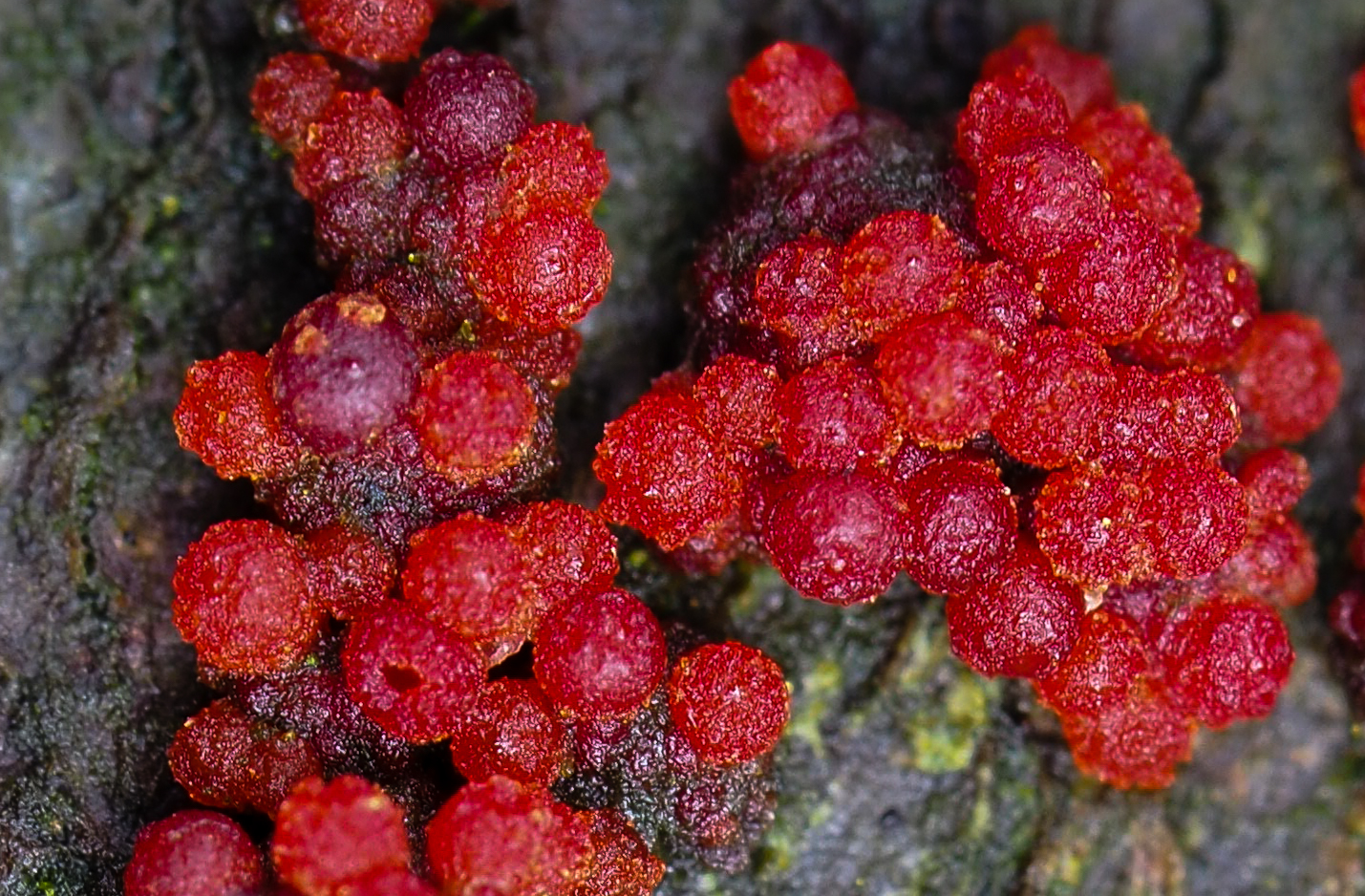
Perytecja

Gruzełek cynobrowy (Nectria cinnabarina (Tode) Fr.) – gatunek grzybów należący do rodziny gruzełkowatych (Nectriaceae).

## Systematyka i nazewnictwo
Pozycja w klasyfikacji według Index Fungorum: Nectriaceae, Hypocreales, Hypocreomycetidae, Sordariomycetes, Pezizomycotina, Ascomycota, Fungi.
Po raz pierwszy takson ten zdiagnozował w 1791 r. Heinrich Julius Tode, nadając mu nazwę Sphaeria cinnabarina. Obecną, uznaną przez Index Fungorum nazwę nadał mu w 1849 r. Elias Fries, przenosząc go do rodzaju Nectria. Synonimów naukowych jest ok. 60. Niektóre z nich:

- Cucurbitaria cinnabarina (Tode) Grev. 1825
- Cucurbitaria ochracea (Grev. & Fr.) Kuntze 1898
- Nectria amygdalina (P. Karst.) Mussat 1900
- Sphaeria cinnabarina O.G. Costa 1857
- Tubercularia purpurata (Corda) Sacc. 1886
- Tubercularia vulgaris Tode 1790[2].

Nazwa polska występuje np. w opracowaniu B. Gumińskiej i W. Wojewody.

## Morfologia i rozmnażanie
Owocnik
Na obumierających pędach grzyb tworzy liczne, jaskrawopomarańczowe brodawki o średnicy 2–3 mm. Są to sporodochia, w których bezpłciowo powstają zarodniki konidialne. Później obok sporodochiów tworzą się karminowoczerwone perytecja o średnicy 3,5–5 mm. Powstają w nich na drodze płciowej askospory.
Zarodniki
Konidia są jednokomórkowe, bezbarwne, o kształcie cylindryczno-eliptycznym i rozmiarach 5-7 × 2–3 μm. Askospory mają rozmiar 12–20 × 4,5–6,5 μm.
Cykl rozwojowy
Zimują sporodochia, grzybnia i perytecja. Wiosną konidia i askospory dokonują infekcji pierwotnej. W okresie wegetacyjnym infekcji wtórnej dokonują tylko konidia. Roznoszone są przez wiatr i deszcz.
Gatunki podobne
Jest wiele podobnych gatunków gruzełków. Odróżnienie niektórych gatunków gruzełka jest niemożliwe bez mikroskopu. Gruzełek leszczynowy (Nectria coryli) występuje głównie na leszczynie, rzadziej na topolach i wierzbach i ma poduszeczki ciemnoczerwone, później czarne. Gruzełek sosnowy (Nectria pinea) występuje na drzewach iglastych, gruzełek krwisty (Nectria sanguinea) występuje najczęściej na buku, rzadziej na innych drzewach liściastych i ma poduszeczki karminowoczerwone lub szkarłatne.

## Występowanie
Poza Antarktydą występuje na wszystkich kontynentach, a także na wielu wyspach. W Europie Środkowej jest bardzo pospolity.
Występuje przez cały rok na drzewach liściastych różnych gatunków. Pokrywa często duże powierzchnie świeżo powalonych pni, opadłych gałęzi. Nie ma szczególnych wymagań siedliskowych. Występuje w lasach, zaroślach, parkach, sadach.

## Znaczenie
Jest saprotrofem i pasożytem okolicznościowym drzew i krzewów liściastych. Rozwija się na gałęziach i konarach zasychających, osłabionych przez mróz lub wcześniej zaatakowanych przez inne pasożyty. Przy ciepłej i deszczowej pogodzie może atakować także zdrowe drzewa i krzewy. Infekuje głównie przez rany. Czasami może wniknąć do rośliny przez korzenie. Jest to możliwe wtedy, gdy korzeń drzewa styka się ze znajdującym się w glebie i opanowanym przez patogen drewnem liściastym. Mogą to być np. stare korzenie, części przerośniętych przez patogen gałęzi. Jego grzybnia przenika z nich do żywego drzewa i jego wiązkami przewodzącymi dostaje się do pnia.
U roślin sadowniczych powoduje obumarcie pędów. Kora w miejscu jego występowania brunatnieje, zapada się i pojawiają się na niej nekrotyczne plamy. W plamach tych patogen przerasta do drewna, co powoduje jego brunatnienie i sinienie.

## Ochrona
Zapobieganie polega na usuwaniu i paleniu obumierających gałęzi oraz zabezpieczaniu ran drzew za pomocą specjalnych maści sadowniczych lub farby emulsyjnej z dodatkiem fungicydów o działaniu układowym.